# Трояни
 Тази статия е за селото в Македония.  За селото в Украйна вижте Троян (Украйна).  
Трояни (на македонска литературна норма: Троjани) е бивше село в община Охрид на Северна Македония.

## География
Било е разположено в гориста местност на Вишовски рид, източно от село Оровник, която местност и до днес се нарича Трояни.
След разселването на селото землището му е поделено между селата Оровник, Горно Лакочерей и Вапила. В землището на Оровник има Троянска чука и Троянско поле, Троянска река се влива в река Капеш, а в землището на Горно Лакочерей има Троянски извори.

## История
Селото е регистрирано в турски документи от края на XVI век. В османски обширен дефтер за Охридска нахия от 1536 – 1539 година името на селото е Трояни и в него има 7 християнски семейства и 1 неженен. В обширния дефтер за нахията от 1582 – 1583 година името на селото е Трояни и в него има 5 християнски семейства. Селото е споменавано с това име и в Слепченския поменик през XVI–XVII век.
Според статистиката на Васил Кънчов („Македония. Етнография и статистика“) от 1900 година Троян чифлик е населявано от 20 жители, всички българи.
На Етнографската карта на Битолския вилает на Картографския институт в София от 1901 година Троян е чисто българско село в Охридската каза на Битолския санджак с 2 къщи.
На 20 ноември 1993 година в района на селото става най-голямата авиокатастрофа в Северна Македония с рекордния брой от 116 жертви.